# Quanto amore si dà
Quanto amore si dà è un singolo del cantautore italiano Gigi D'Alessio, pubblicato il 3 maggio 2019 come primo estratto dal diciottesimo album in studio Noi due.
Il singolo ha visto la collaborazione del rapper italiano Guè.

## Tracce
1. Quanto amore si dà (feat. Gué Pequeno) – 3:39

## Classifiche
| Classifica (2019) | Posizione massima |
| ----------------- | ----------------- |
| Italia            | 59                |